# Axel Anderberg
Axel Anderberg, właściwie: Axel Johan Anderberg (ur. 27 listopada 1860 w Kristianstadzie, zm. 27 marca 1937 w Rotebro) – szwedzki architekt. W czasie swej działalności zawodowej zaprojektował szereg budynków teatralnych, łącząc styl neobarokowy z secesyjnym. W późniejszym okresie działalności skłaniał się ku czystemu neoklasycyzmowi.

## Biografia i działalność zawodowa
W latach 1880–1884 Axel Anderberg studiował na Kungliga Tekniska högskolan w Sztokholmie a w latach 1884-1887 na wydziale architektury Konstakademien również w Sztokholmie. W latach 1887–1888 odbył podróżne studialne do Niemiec, Francji i Włoch. W 1888 zdobył II nagrodę w konkursie na nowy budynek opery w Sztokholmie. W 1889 wyjechał za granicę w celu pogłębienia wiedzy nt. architektury teatralnej. 
Po powrocie opracował na nowo projekt sztokholmskiej opery, która została zbudowana w latach 1892-1898 na miejscu poprzedniej budowli z czasów króla Gustawa III. 
Wkrótce potem zaprojektował następne budowle teatralne: w Karlstad (1893), Linköping (1902-1903), Kristianstad (1906), Teatr im. Oskara II (Oscarsteatern) w Sztokholmie (1906) i Teatr Östgötateatern w Norrköping (1908).
Anderberg wybudował też nowy, wielki kompleks budynków Królewskiego Muzeum Historii naturalnej (Naturhistoriska riksmuseet) (ukończone w 1916) we Frescati (obecnie część Sztokholmu), a następnie budynki różnych instytucji naukowych, w tym budynek Królewskiej Szwedzkiej Akademii Nauk, dodatkowe skrzydła do budynku Biblioteki Królewskiej przy parku Humlegården w Sztokholmie. Dla Uniwersytetu w Uppsali wybudował Muzeum Paleontologiczne (1929) i rozbudował gmach Carolina Rediviva. W 1931 wybudował obserwatorium astronomiczne w Saltsjöbaden.
Anderberg ma na swym koncie również jeden projekt budowli sakralnej – kościół św. Jana w Malmö (1901).

## Dzieła Axela Anderberga

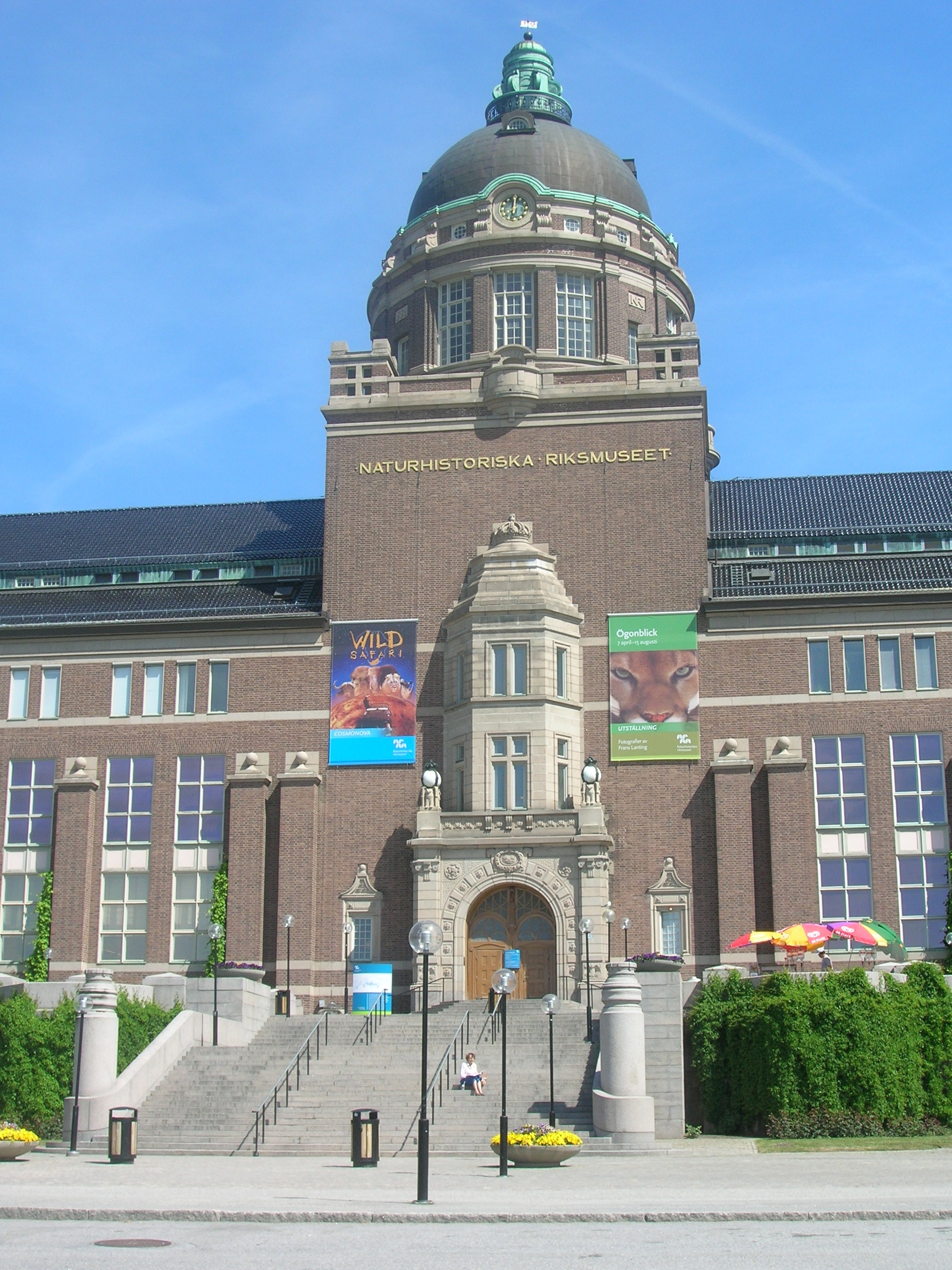
Królewskie Muzeum Historii Naturalnej w Sztokholmie
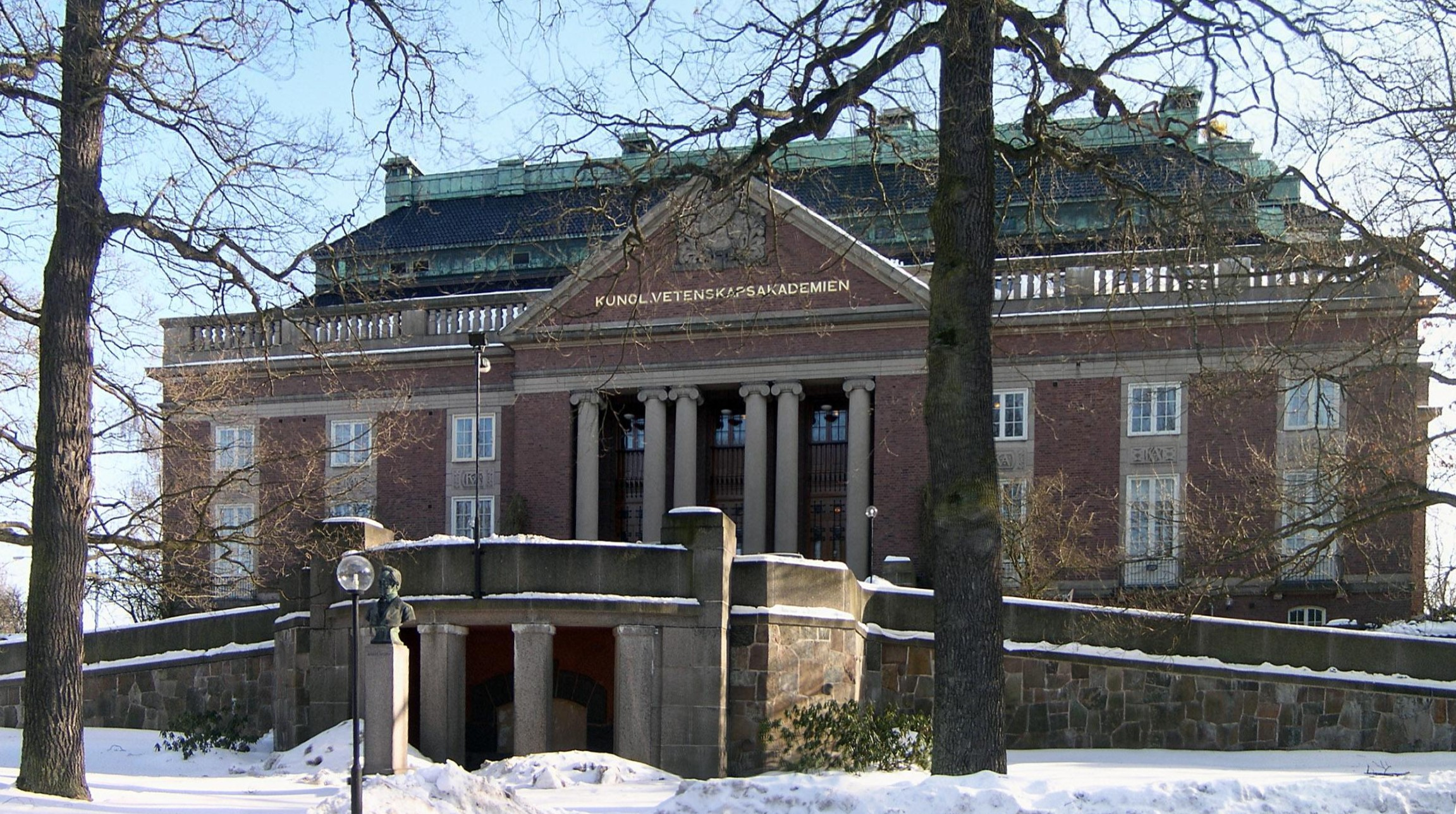
Królewska Szwedzka Akademia Nauk w Sztokholmie
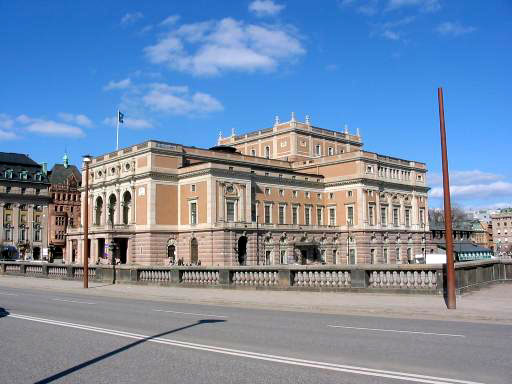
Opera Królewska w Sztokholmie
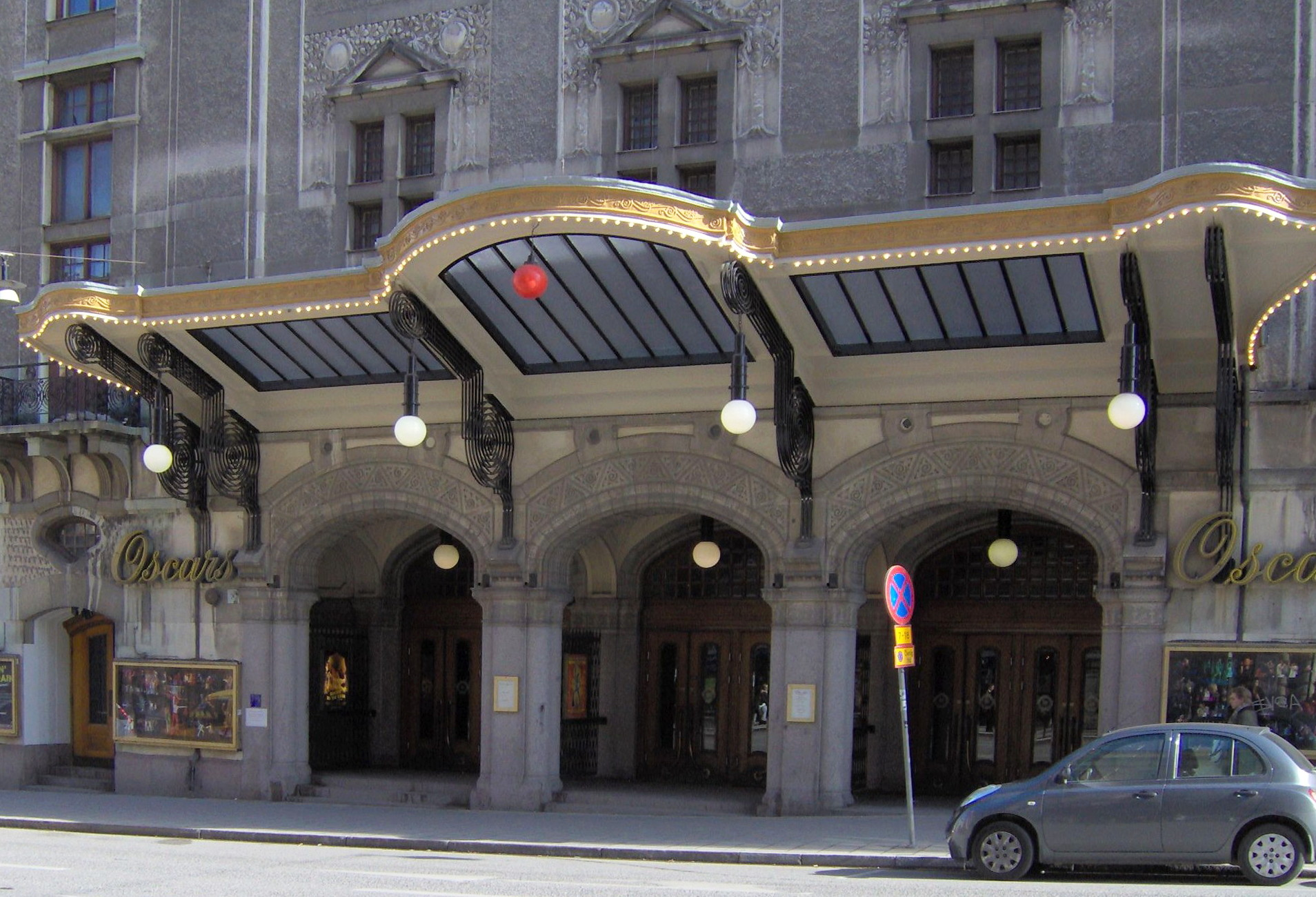
Teatr im. Oskara II w Sztokholmie
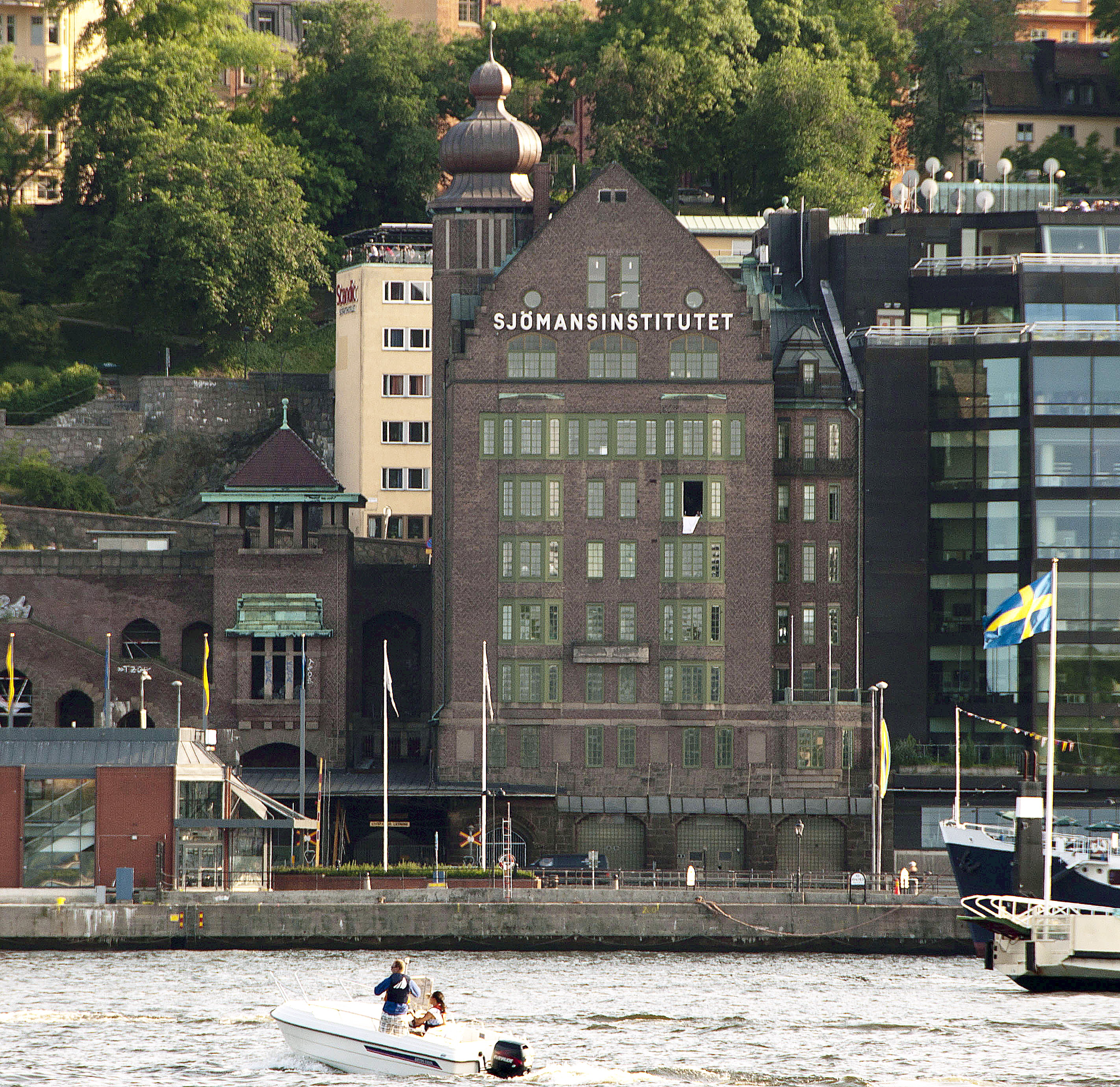
Budynek Instytutu Morskiego (wspólnie z H. Hedlundem) przy Saltsjöbanan w Sztokholmie
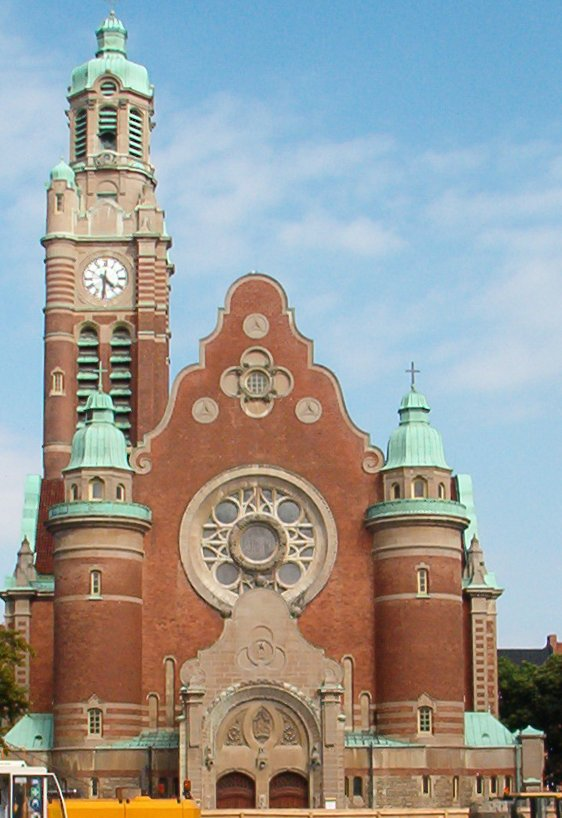
Kościół św. Jana w Malmö
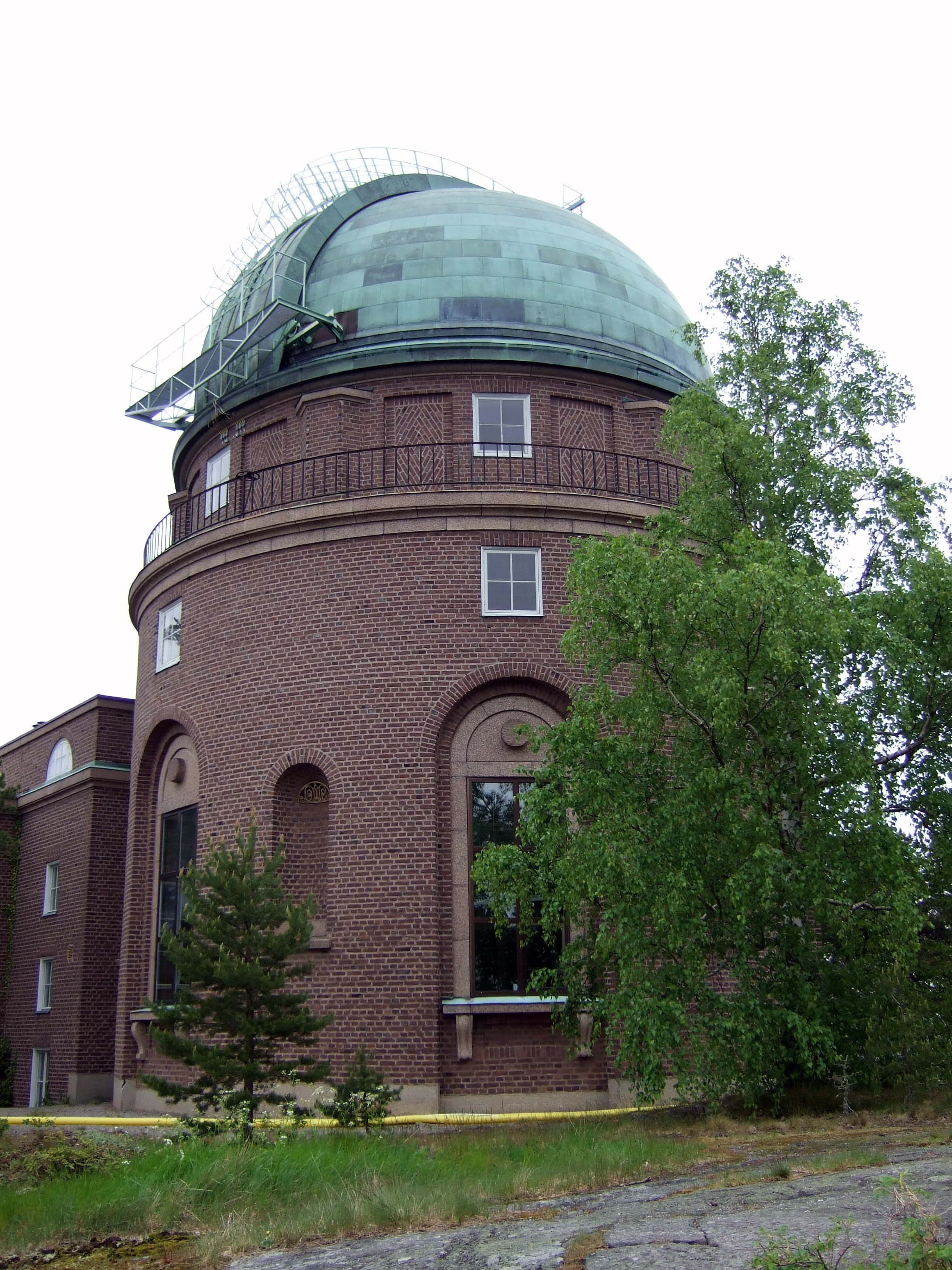
Obserwatorium astronomiczne w Saltsjöbaden
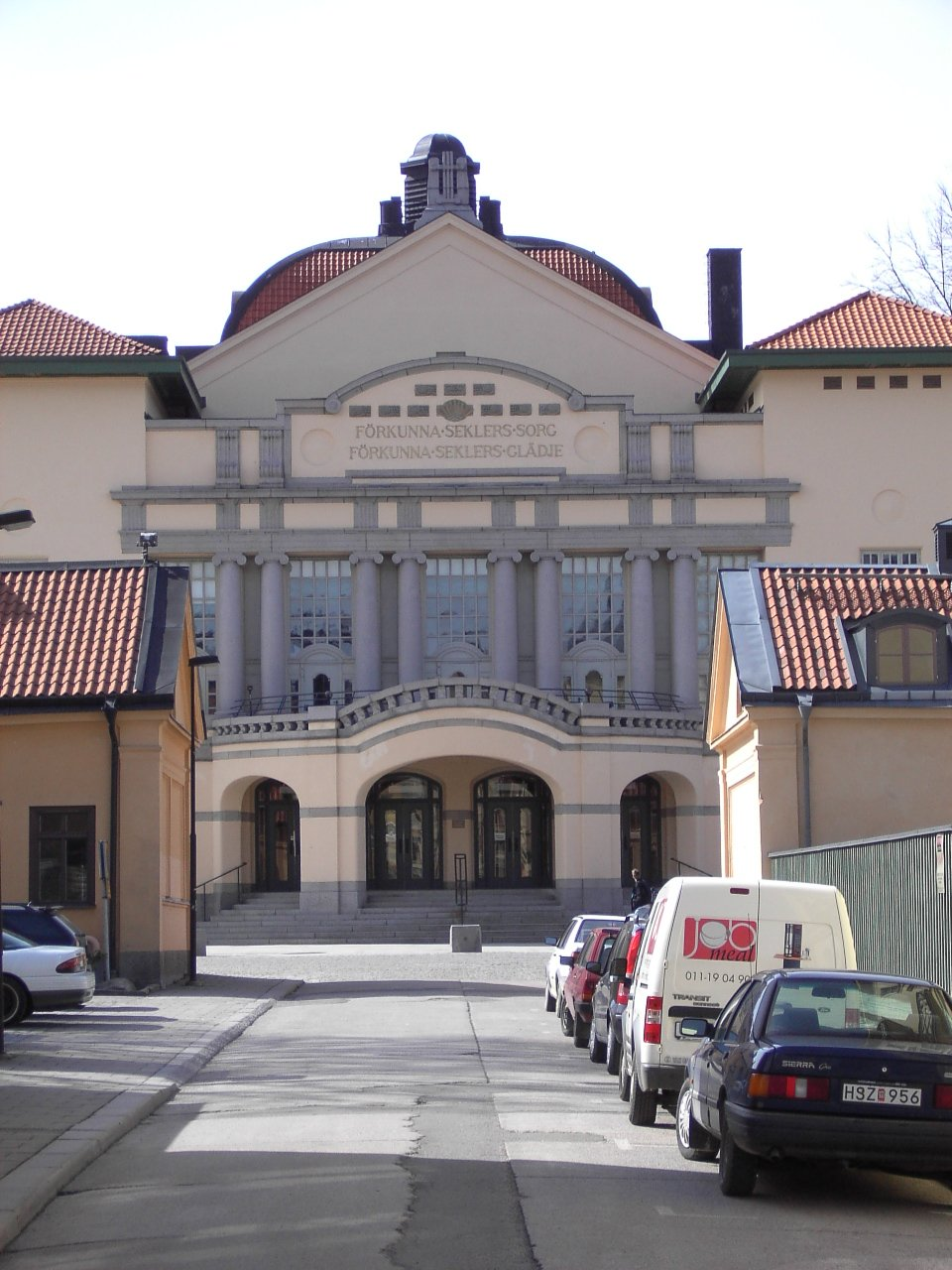
Teatr Östgötateatern w Norrköping